# Ostrov (powiat Sobrance)
Ostrov – wieś (obec) na Słowacji położona w kraju koszyckim, w powiecie Sobrance. Pierwsze wzmianki o miejscowości pochodzą z 1336 roku.
Według danych z dnia 31 grudnia 2012 roku, wieś zamieszkiwało 295 osób, w tym 153 kobiety i 142 mężczyzn.
W 2001 roku rozkład populacji względem narodowości i przynależności etnicznej wyglądał następująco:
- Słowacy – 89,3%
- Czesi – 0,67%
- Romowie – 8,7%
- Ukraińcy – 1%

Ze względu na wyznawaną religię struktura mieszkańców kształtowała się w 2001 roku następująco:
- Katolicy rzymscy – 68,23%
- Grekokatolicy – 27,09%
- Ewangelicy – 0,67%
- Prawosławni – 1%
- Ateiści – 1,67%
- Nie podano – 0,33%